# Fuga e evitação da predação
Fuga e evitação da predação, também chamado de adaptações anti-predatórias, são mecanismos desenvolvidos através da evolução e que auxiliam organismos (presas) em sua luta constante contra predadores. Em todo o reino animal, as adaptações evoluíram para todas as fases desta luta, nomeadamente evitando a detecção, afastando o ataque, revidando ou fugindo quando apanhado.

## Fuga

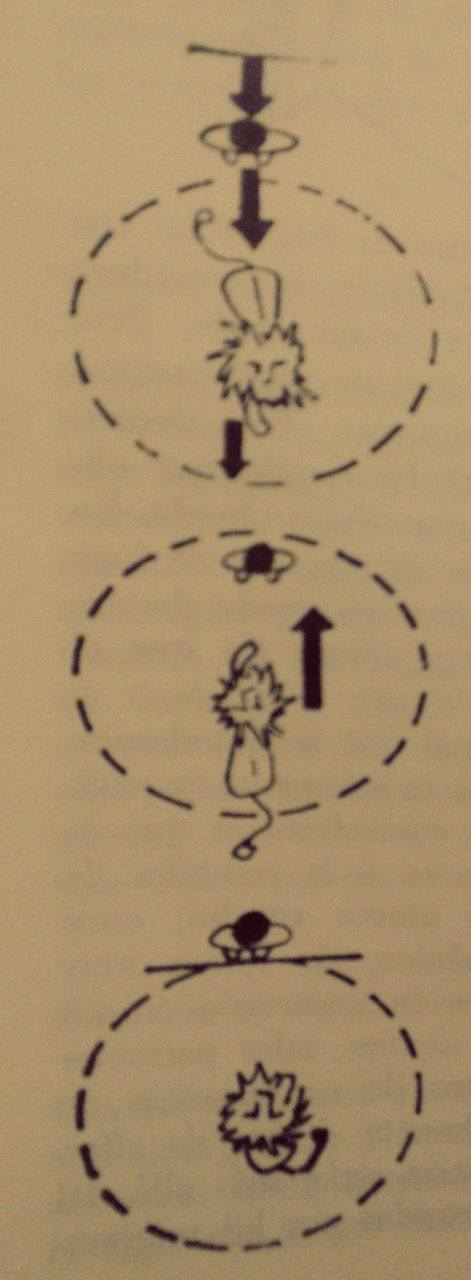
Distância Crítica

A fuga é um comportamento de defesa adotado pelo animal em resposta ao meio que o cerca e, que vai além do território em que ele ocupa. Funciona a partir de um limite ou distância segura entre esse animal e os demais indivíduos, que podem ser da mesma espécie ou de diferentes espécies.
O tamanho desse espaçamento que é definido pelo animal, também denominado de "espaçamento virtual" (distância de fuga), pode variar entre as espécies ou gêneros, bem como os mecanismos de fuga, porém, algumas estratégias de defesa são padronizadas. Em situações  de possível predação e que as táticas adotadas pelo bicho, anteriormente à sua detecção, tenham falhado (como a camuflagem, o mimetismo, etc.), a fuga pode ser uma alternativa à presa para evitação da predação mesmo após ela ter sido reconhecida pelo predador.
Assim, a Distância de Fuga adotada pelo animal, deve ser proporcional ao seu tamanho e ao tamanho do animal que se aproxima, e precisa ser suficientemente eficaz para que ele consiga escapar com sucesso da situação. A distância também pode ser reduzida ou até eliminada, quando o bicho reconhece o outro indivíduo próximo a ele como “conhecido” (é o caso de animais domésticos e animais de zoológico, por exemplo).
Entendendo como os limites da zona de escape se diferenciam entre as variadas espécies, podemos compreender também os custos e benefícios desse comportamento de fuga, visto que as estratégias do predador geram uma seleção nas estratégias de defesa da presa. Tendo esses conceitos definidos, duas coisas também devem ser consideradas para o esclarecimento dos custos durante o comportamento de escapada: as restrições físicas de presa e predador; e a vida em grupo (agregada) dos indivíduos, que ajuda muito na defesa contra predadores. Além disso, a seleção natural tende a favorecer os comportamentos que minimizam os gastos energéticos ou que maximiza, na verdade, a recompensa desse comportamento. Por exemplo, se investir em uma corrida mais longa durante uma fuga, maximizar em média o ganho energético do indivíduo, espera-se que ao longo da evolução  a seleção natural selecione esse comportamento, ainda que ele não seja racional. Esse comportamento seria então uma resposta evolutiva para aquela situação.
Outro método de distância é a Distância Crítica, que ocorre quando o animal por algum motivo não pode atingir a distância de fuga (porque algo impediu a sua locomoção) ou que ela foi interrompida por algum obstáculo que não pode ser ultrapassado. Assim, ela é a linha tênue entre a distância de fuga e a distância de ataque, ou seja, o animal que se encontra encurralado por outro indivíduo e que não pode escapar dele, se mantém preparado para um possível ataque caso esse limite crítico seja ultrapassado, mas se esse indivíduo se afastar, o animal também poderá recuar. É o caso do leão enjaulado que, ao perceber a aproximação do adestrador para além da grade e ultrapassando os limites críticos, se mantém pronto para reagir a qualquer manifestação de ameaça; da mesma forma, quando o adestrador retoma o caminho para fora da grade, saindo assim, da zona de distanciamento do animal, este também se afasta.

## Evitação da Predação
De modo geral, os animais exibem diferentes características e mecanismos de defesa com o objetivo de evitar a predação e manterem-se vivos. Dessa forma, a partir da utilização de estratégias comportamentais que desestimulam a abordagem do predador, os animais são eficientes em reduzir a probabilidade de serem predados. Os mecanismos de evitação da predação constituem agentes de grande importância nos processos evolutivos de muitos animais, visto que limitam a capacidade do predador em detectar, reconhecer, abordar, subjugar ou consumir da presa. Assim, a pressão de predação pode ser considerada uma força seletiva essencial para o desenvolvimento de diversas características que aumentam a sobrevivência da presa. Dentre as principais estratégias de evitação da predação estão: camuflagem, mimetismo, aposematismo, tanatose e autotomia.

### Camuflagem
Os estudos de camuflagem e suas várias formas de estratégias de ocultação e disfarce descobertas no reino animal, têm uma extensa história vinculada a biologia, que forneceram para importantes nomes como Darwin e Wallace exemplos importantes para defender suas ideias à respeito da seleção natural e adaptação. Assim, várias formas de camuflagem tornaram-se exemplos clássicos de evolução[...]. No reino animal, camuflagem é um conjunto de estratégias que os animais têm para dificultar a sua detecção e reconhecimento no ambiente em que se encontra, para assim evitar a predação. A evitação da predação é o principal fator que influência a sobrevivência. Portanto, qualquer característica que afete o risco de predação, como camuflagem, deve estar sob pressão de seleção. Conforme Stevens e Merilaita, usa-se o termo "camuflagem" para se referir a todas as formas de ocultação, incluindo as estratégias de prevenção da detecção (cripsia) e reconhecimento. Dessa forma existe uma serie de subdivisões quando o assunto é camuflagem, a mais comum é a camuflagem visual ligada a coloração do animal, mais há outros tipos de camuflagem que envolve características comportamentais e outros sentidos sem ser a visão, como a camuflagem olfativa.

#### Camuflagem visual
É a capacidade que os animais têm de causar distorções, incluir cores, características que se assemelham com a cor e o padrão do plano de fundo pra que confunda, engane e distraia o predador visualmente.

##### Homocromia

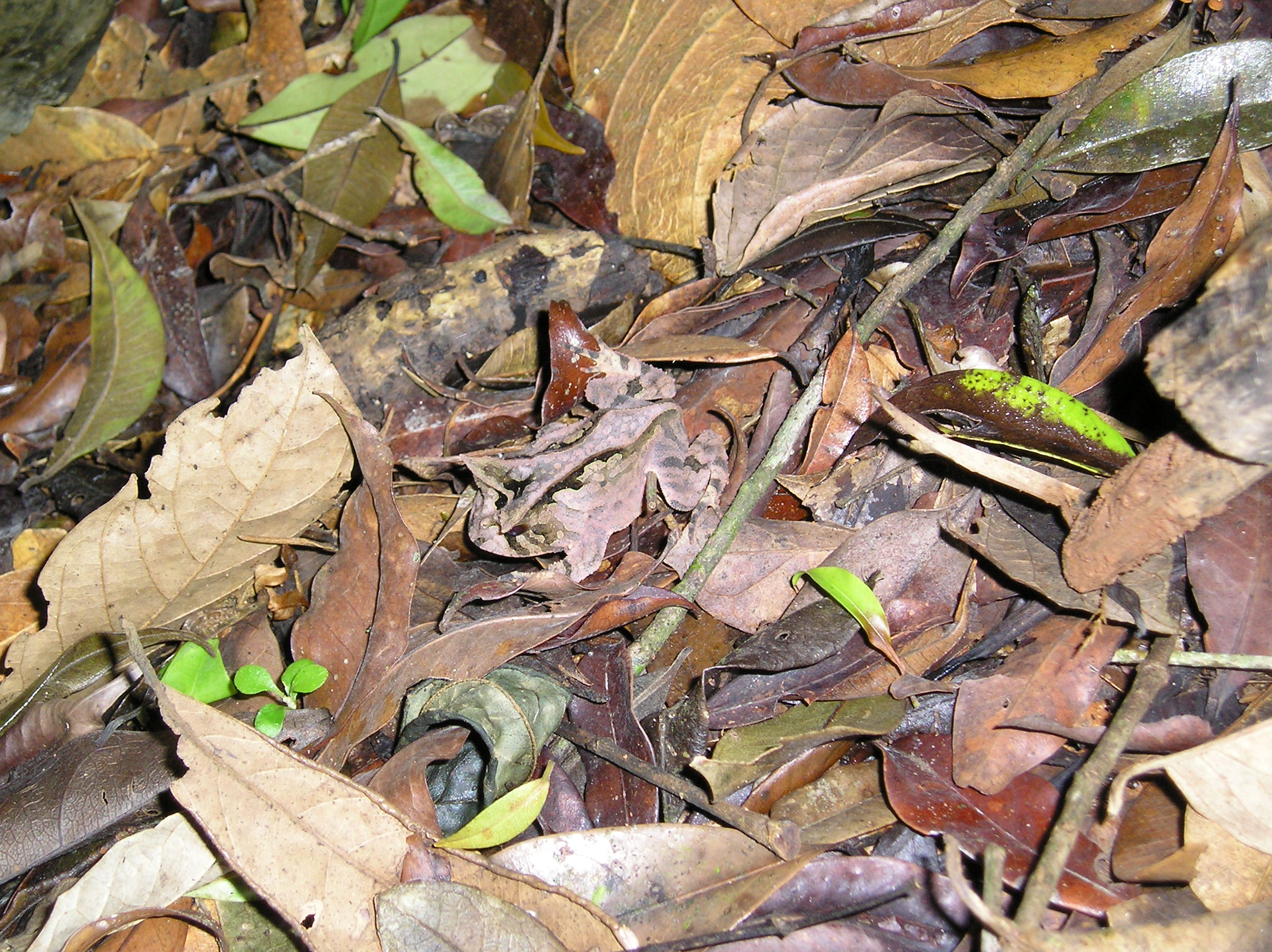
Sapo camuflado em meio a serrapilheira, um exemplo de homocromia

A homocromia também conhecida como crípse, entre outros termos que pode ser encontrados na literatura, como coloração obliterativa, coloração oculta[...]. De modo geral, ela consiste em animais que tem a sua coloração correspondida com a cor de fundo do habitat em que está localizado, podendo variar a coloração de acordo com as espécies e a tonalidade do ambiente em que vivem com a função de ocultar-se e dificultar sua detecção no ambiente.
Para Stevens e Merilaita usamos "coloração críptica" e palavras relacionadas para nos referirmos à coloração que, em primeiro lugar, impede a detecção, nisto inclui-se os termos, críptico (que significa difícil de detectar/esconder), crípse e coloração críptica (por exemplo, o uso de cores e padrões para prevenir a detecção). Há várias formas de camuflagem sob a crípse, incluindo contra-sombreamento, correspondência de fundo (citada no inicio) e coloração disruptiva.
Crípse envolve características próprias do animal, que traz vantagens para impedir a sua detecção no ambiente enquanto ele está visível, então não se pode confundir com, esconder-se atrás de uma pedra por exemplo, porque não há chances de detecção.
Apesar da semelhança de fundo ser um aspecto importante para a ocultação, ela pode não ser o suficiente e nem obrigatória para diminuir as chances de detecção, uma vez  que nem todos os planos de fundo fornece a uma presa uma coloração igualmente críptica, mas que alguns são mais crípticos que outros, dessa forma a coloração da presa associada com um plano de fundo aleatório não é suficiente para diminuir as chances da presa ser detectado.
As grandes e pequenas variabilidades visuais de fundo, afeta a otimização da coloração críptica, como por exemplo manchas menores do que as da presa que consequentemente pode afetar a precisão de uma boa combinação necessária pra se fazer uma boa camuflagem. Dito isto, há uma problemática na questão de correspondência de fundo aleatório (homocromia) mesmo em fundos simples, porque o animal ainda pode ser visível devido às 'incompatibilidades' com as características de fundo importantes, por isso refere-se à crípse como cores e padrões que impedem a detecção (mas não necessariamente o reconhecimento) do animal.
Além disso, há estudos que mostram também que animais que tem suas cores combinadas com fundos (homocromia) e que são dependentes da cor do substrato, são mais seletivos quanto aos habitats, porque possivelmente nem todos animais podem se adaptar-se à diferentes cores de fundo e consequentemente não vivem em ambientes mais diversificados como os animais que tem coloração disruptiva.

##### Padrões Disruptivos
Consiste em um conjunto de marcações como manchas ou listras irregulares, claras ou escuras e geralmente muito contrastantes para distorcer o contorno da presa visualmente e confundir o predador. Essas marcações cria a impressão de bordas e limites falsos que impedem o reconhecimento ou detecção do contorno ou forma verdadeira de um animal. Geralmente ver-se muito esse padrão de coloração em animais como anfíbios, repteis, aves. Sendo uma estratégia preventiva para que o predador não reconheça e detecte a presa de primeira, assim as características da sua verdadeira forma que são reveladoras e denunciam o animal, são distorcidas.
Os animais com padrões disruptivos são considerados menos seletivos em relação à habitats do que os dependentes da coloração de fundo (homocromia) porque mesmo em fundos de cores não perfeitamente combinados, ainda sim reduz as chances de predação. Pois é possível que os animais com essa coloração se adaptem a diversos habitats (diferente da homocromia) sem serem limitados a um único habitat.
A eficiência da camuflagem é de suma importância para permitir, que presas evite ser predadas com o mínimo de gasto de energia, e o padrão disruptivo pode dar até oportunidades para os animais de usar sua cor para outras funções como seleção sexual sem se desleixar com a camuflagem.
Porém há uma dificuldade quanto a identificação da coloração disruptiva, porque pode-se confundir as vezes até os seres humanos, por exemplo uma marcação em um animal em que um indivíduo julgou ser uma coloração disruptiva para evitar a predação, as vezes está pode ser apenas uma marcação para fins sexuais ou então, pode ser uma correspondência de fundo, as vezes pode ser um conjunto de coisas, pois um mesmo organismo pode combinar-se ao fundo e ter padrões disruptivos e até mesmo outros tipos de colorações para outras funções.
Segundo Merilaita e Lind, o que pode ajudar à diferenciar a coloração correspondente ao fundo da coloração disruptiva, é o fato de que a otimização da coloração disruptiva deve estar relacionada à forma da presa, enquanto a coloração correspondente ao fundo deve ser independente da forma do corpo.
Sendo a camuflagem o principal mecanismo de defesa das presas contra predadores para evitar a detecção e o reconhecimento, e consequentemente a predação, um mecanismo que evite a predação e ainda permita a exploração de uma enorme diversidade de espaços disponíveis será bem vindo e com certeza trará mais vantagens do que os mecanismos que limitam a ocupação. apud

###### Marcações deslumbrantes
São marcações que tornam as estimativas de velocidade e trajetórias difíceis para o predador detectar e saber para onde direcionar o ataque, essas marcações funcionam como distratores que desviam o olhar do contorno do corpo e consequentemente impede do reconhecimento da presa. Assim essas marcações deslumbrantes podem funcionar sem a necessidade de mecanismos de atenção, podendo ter sucesso com apoio meramente fisiológico.

###### Marcações distrativas
Esta estratégia que é pouco investigada, consiste em retirar a atenção do predador do contorno do corpo onde se tem as caraterísticas reveladoras e às direcionam para os pontos distrativos dentro do contorno, impedindo o predador de reconhecer a presa visualmente. Assim as marcas distrativas devem ser detectadas, mas as características principais que denunciam o animal não. As marcas podem ser auxiliadas pelos contrastes disruptivos e pode ter a intenção de dar uma impressão de componentes visuais separados, em vez de um padrão igual e repetitivos.

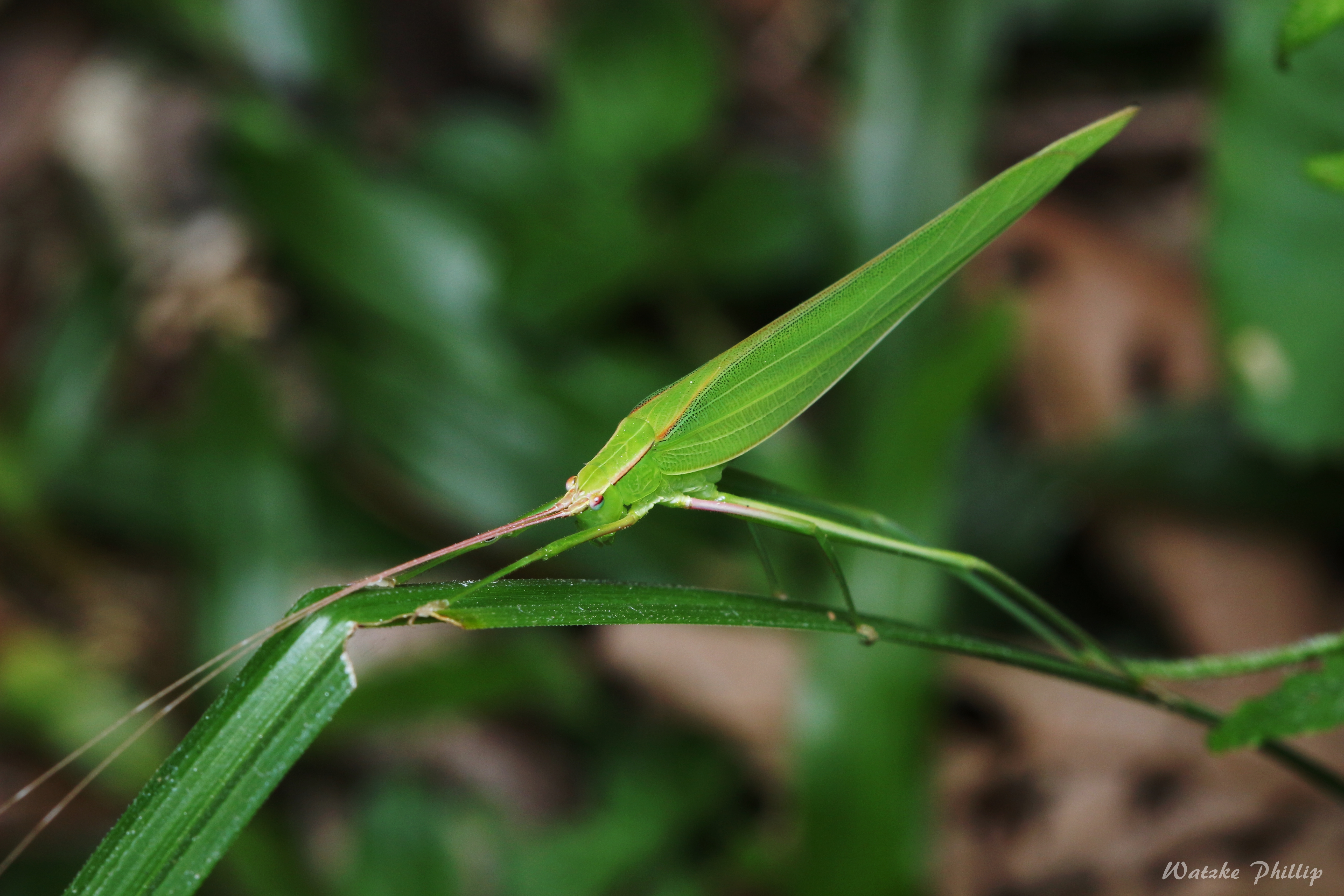
Inseto (gênero Aniarella) semelhante a uma folha, um exemplo de homotipia.

##### Homotipia
Na homotipia ou "disfarce", o animal é idêntico a alguma estrutura do meio em que está localizado, assim o reconhecimento é impedido e ele consegue enganar os predadores, ganhando mais chances de sobrevivência, como por exemplo o clássico bicho-folha que é semelhante à uma folha.

#### Camuflagem química

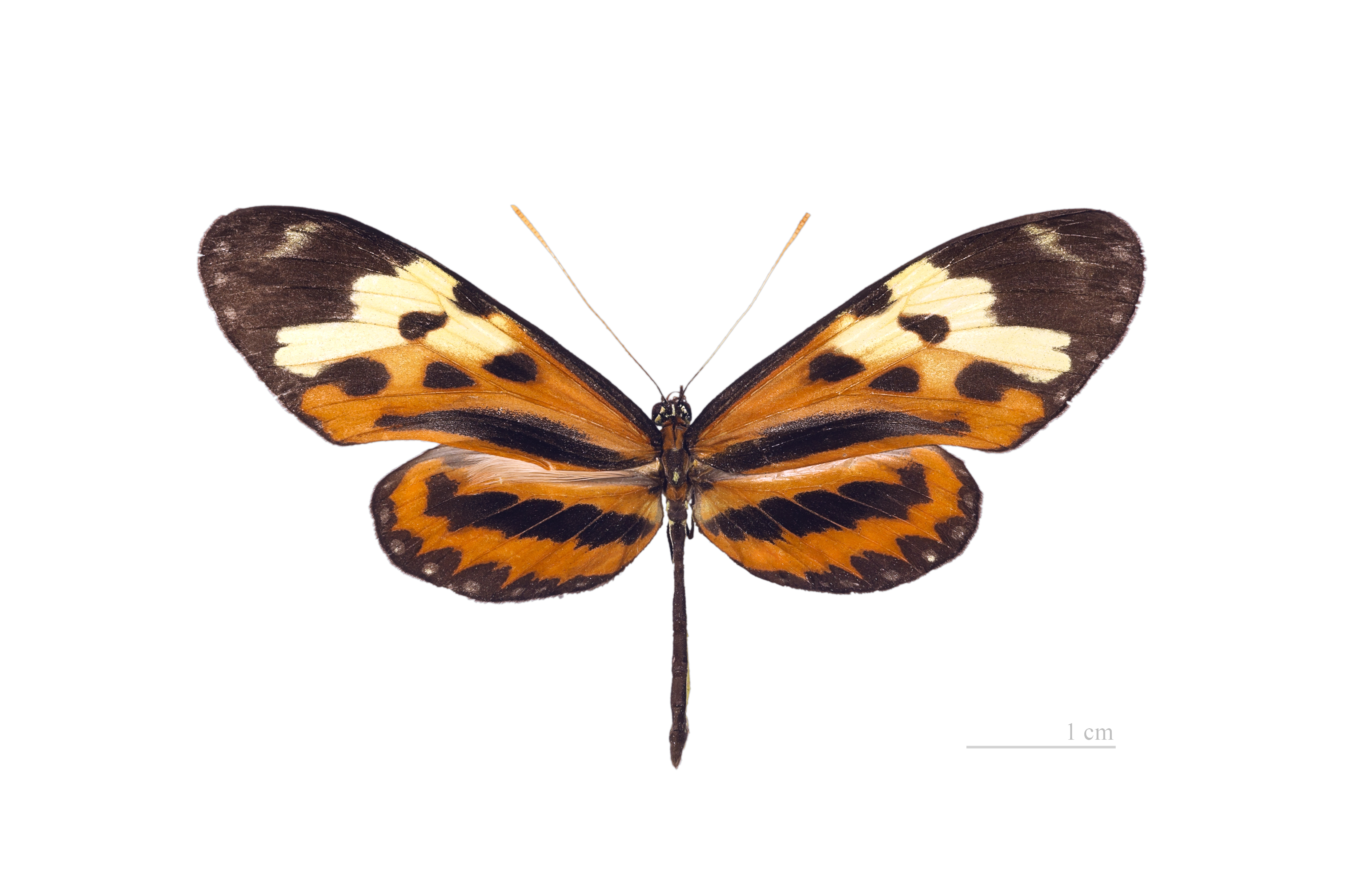
Mechanitis polymnia (Nymphalidae)

A camuflagem química, também conhecida como cripsis química, pode ser utilizada pelos organismos, tanto para evitar predadores quanto para enganar presas. A cripsia pode ser atingida pela baixa disseminação ou alteração de substâncias químicas olfativas.  Dessa forma, esse tipo de camuflagem confere vantagens significativas para potenciais predadoras e presas, ao confundir a capacidade de detecção ou identificação via redução ou alteração de seu sinal químico.
Dentro do grupo dos insetos, a camuflagem química é bem disseminada, um exemplo bastante curioso ocorre em insetos fitófagos, cujos compostos cuticulares se assemelham aos de suas plantas hospedeiras, deixando-os indetectáveis. Este é o caso das larvas da borboleta Mechanitis polymnia (Nymphalidae), em que a semelhança de seus compostos cuticulares com as de sua planta hospedeira Solanum tabacifolium (Solanaceae) confere proteção às lagartas através da camuflagem química, uma vez que resulta na diminuição dos níveis de predação por formigas que habitam a folhagem.
Outro exemplo de cripsis química é a melada rica em energia produzida pelos Hemípteros (por exemplo, pulgões e membracídeos), a partir da alimentação baseada em seiva. Essas substâncias adocicadas funcionam como um eficiente atrativo de formigas, que por sua vez, confere benefícios aos hemípteros, os quais incluem proteção contra predadores e parasitoides, bem como aumentos na fecundidade.

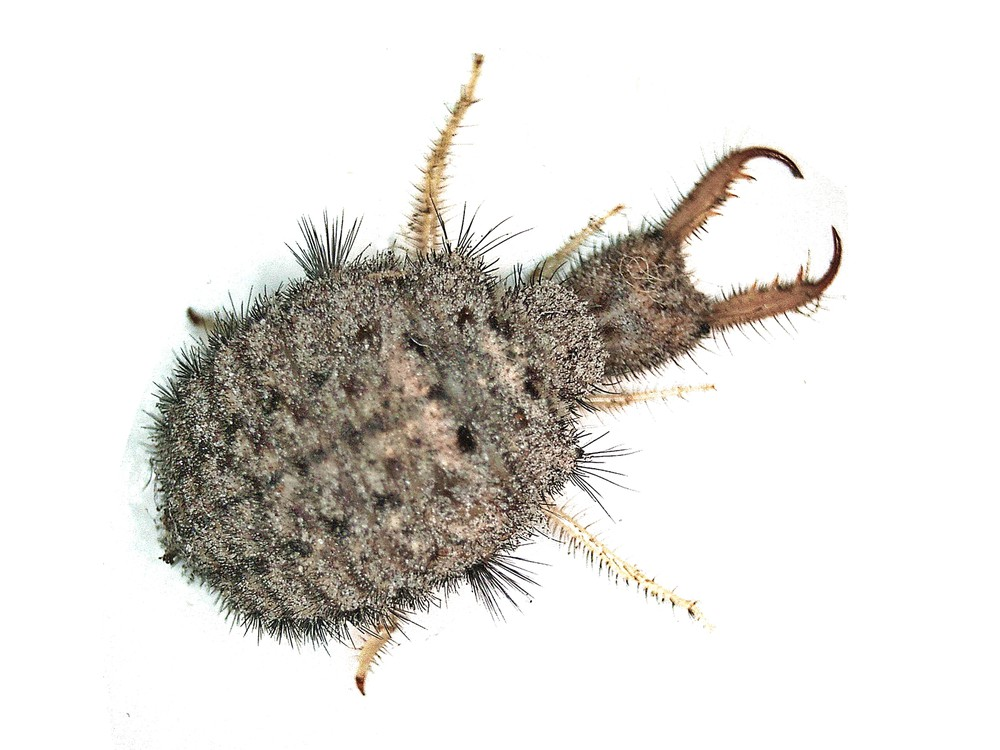
Larva de Euroleon nostras.

#### Camuflagem vibracional
Alguns indivíduos utilizam outros sistemas sensoriais que não o visual para se proteger de serem capturados e predados. Esses sinais vibratórios mecânicos podem ser transportados através do substrato e são utilizados por predadores na detecção de presas próximas, antes mesmo de serem vistas de fato. Isso auxilia o predador a se preparar para a chegada da presa e, assim, melhorar as taxas de captura das presas. Um exemplo claro do que acabamos de elucidar é o caso das larvas antlion (Euroleon nostras), que são capazes de detectar as suas presas através do sinal vibratório transmitido pela areia. Em muitas espécies de insetos, esse comportamento também é usado para encontrar parceiros e cortejar.

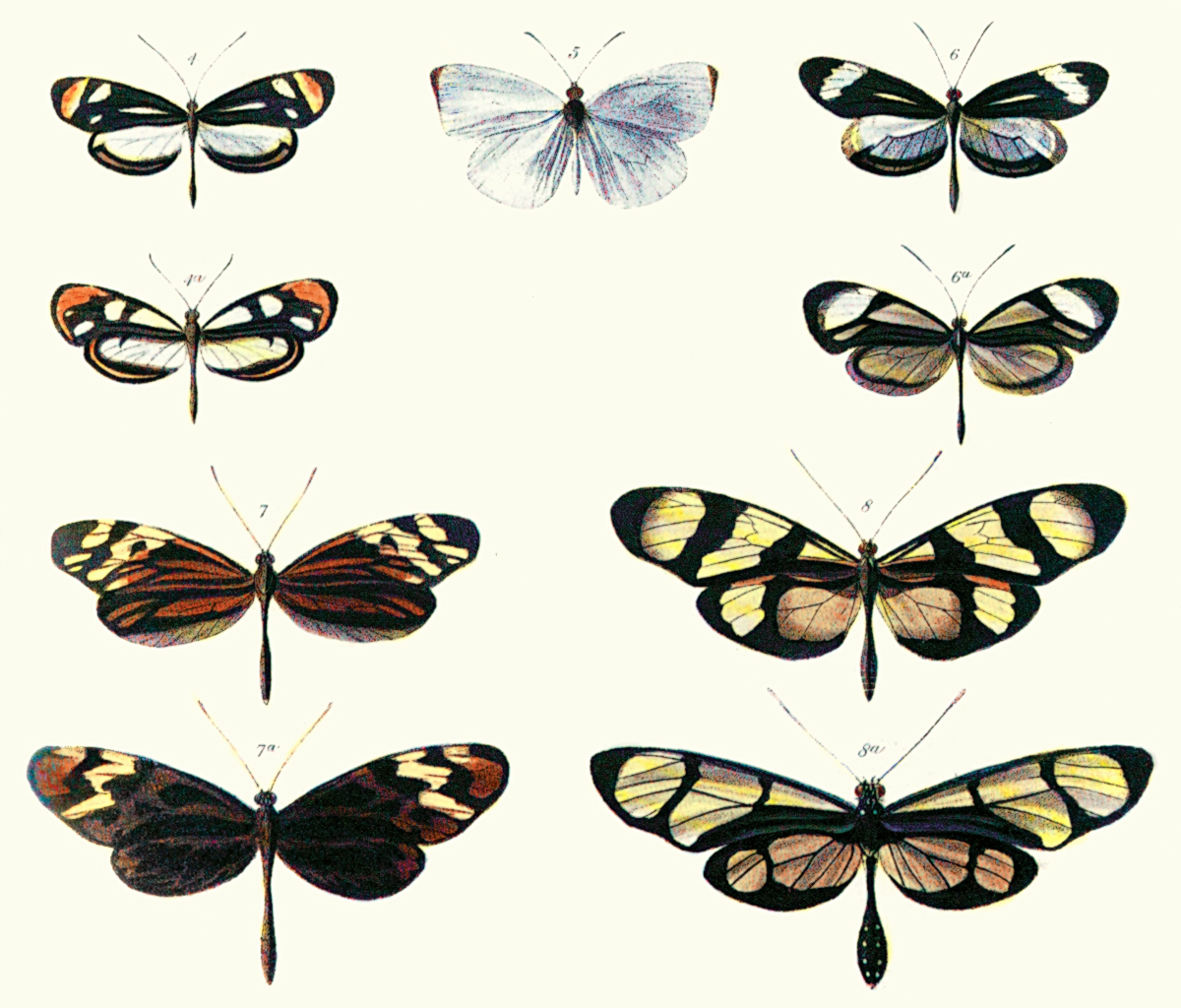
Placa de Bates (1862) ilustrando mimetismo batesiano entre espécies de Dismorphia (primeira e terceira fila) e vários Ithomiini (Nymphalidae) (segunda e quarta fila).

### Mimetismo
O mimetismo é uma propriedade em que certos organismos apresentam o aspecto geral do corpo similar a indivíduos de uma outra espécie ou ao ambiente, de maneira que ambos podem ser confundidos por um determinado observador. Nesse sentido, o “ser mimético” é aquele animal ou vegetal cuja aparência assemelha-se a alguma outra espécie ou aspecto do ambiente que, por sua vez, é chamado de “modelo”.

Esse tipo de estratégia pode ser observado em diversos grupos de organismos, os quais incluem moluscos, insetos, peixes, aves, “répteis” e mamíferos. Ele serve tanto para proteção quanto para a predação, uma vez que pode auxiliar na despistagem de predadores ou na atração de presas. Em oposição a camuflagem, no mimetismo ocorre interação entre as espécies envolvidas, a qual pode resultar em aspectos benéficos para ambos os organismos envolvidos, como é o caso do mimetismo Mülleriano, ou ainda, gerar benefícios apenas para o indivíduo mimético, podendo prejudicar ou não a espécie modelo, como no mimetismo Batesiano.

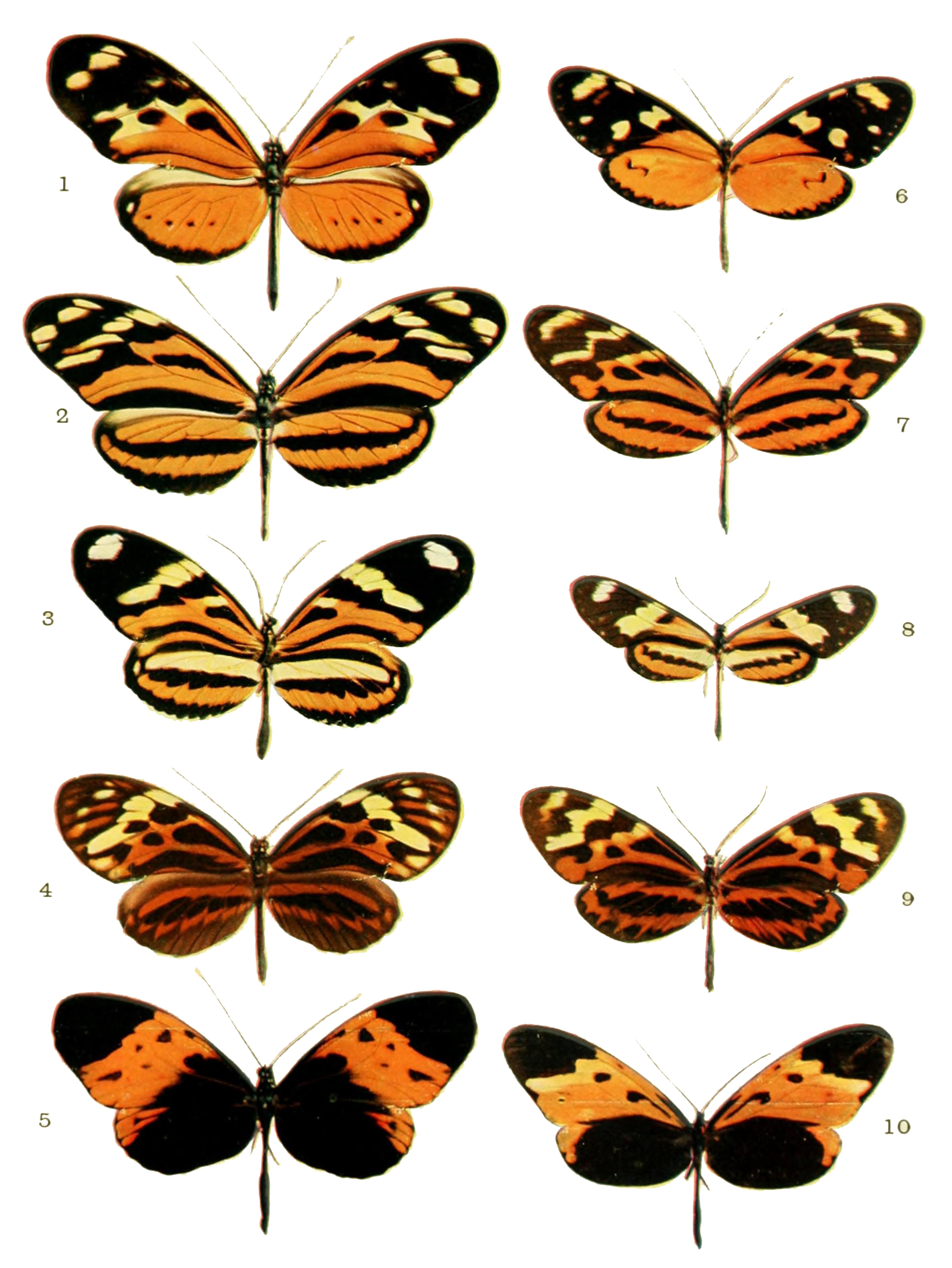
O mimetismo Mülleriano explica a semelhança entre espécies diferentes de borboletas impalatáveis.

#### Mimetismo Batesiano
O mimetismo Batesiano ocorre quando espécies palatáveis adquirem o mesmo fenótipo de modelos impalatáveis. Com relação a divisão dos custos de mortalidade decorrentes do processo de aprendizado dos predadores, o mimetismo Batesiano apresenta um mecanismo evolutivo comum ao mimetismo Mülleriano, porém a frequência de seleção entre ambos é inversa. Dessa forma, no mimetismo Batesiano, o aumento da densidade de indivíduos da espécie palatável (mimética) prejudica o aprendizado dos predadores, podendo então ser considerada uma espécie parasita do sinal de advertência da espécie impalatável (modelo).

#### Mimetismo Mülleriano
O mimetismo Mülleriano é aquele em que diferentes espécies impalatáveis convergem para um mesmo fenótipo. Neste caso, o aumento da densidade de qualquer uma das espécies envolvidas, melhora o processo de aprendizagem dos predadores, visto que ambas auxiliam no fortalecimento da associação entre impalatabilidade e coloração, podendo então serem consideradas mutualistas.

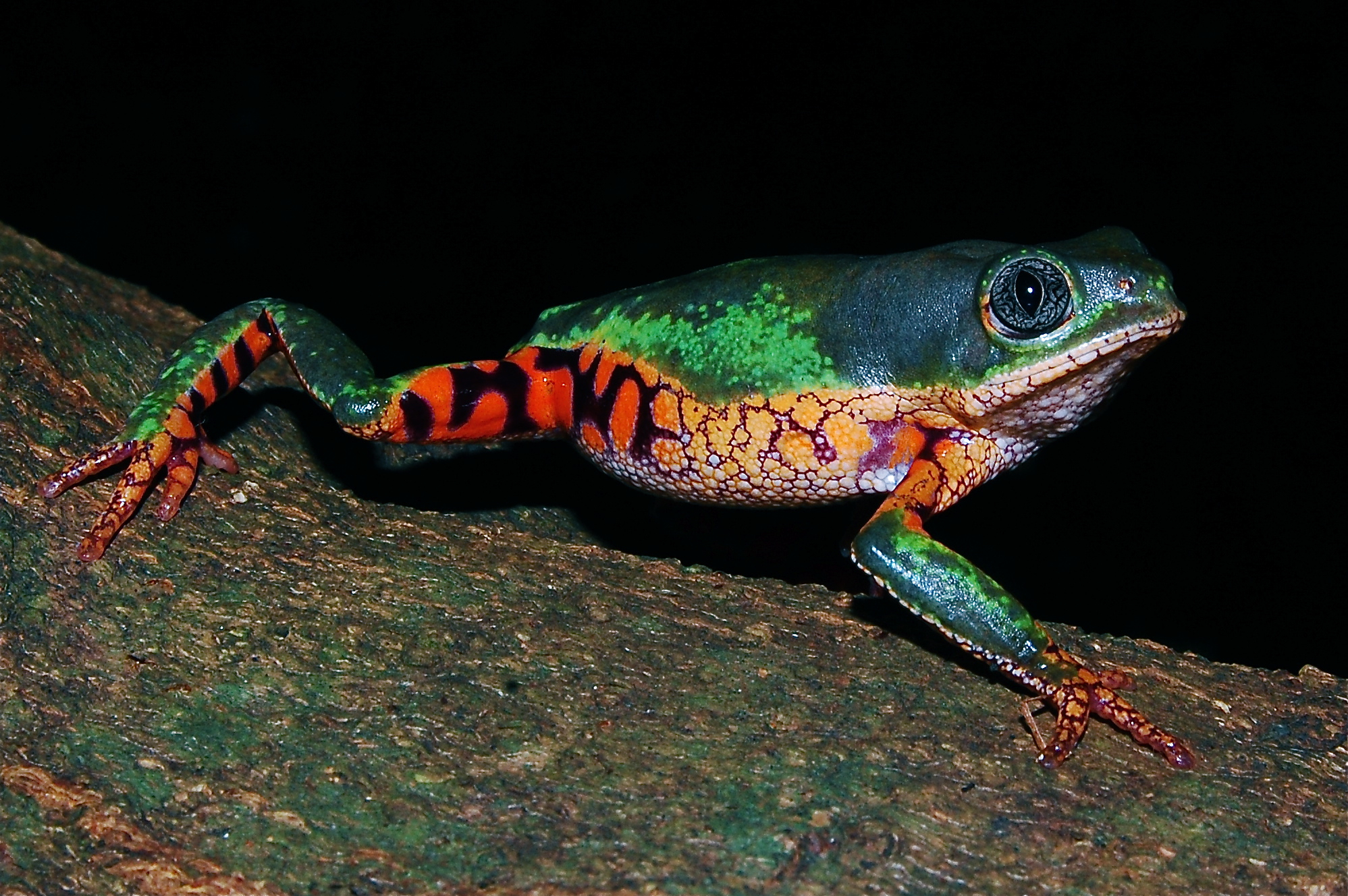
Phyllomedusa oreades, sapo endêmico do Brasil que apresenta coloração apossemática na região ventral do corpo.

### Aposematismo
Diferente de outras estratégias que os animais se ocultam no meio, a conspicuidade é a principal característica desta, as presas sinalizam alertas defensivas que caracteriza falta de lucratividade e podem ser detectados por predadores. Organismos que possuem algum tipo de defesa química e que são defendidas por exemplo por alcalóides que são desagradáveis e por vezes tóxicos para predadores, se comportam de maneira exageradamente chamativa, normalmente o animal possui padrões de coloração com combinações de traços em laranjas, amarelas e pretas, contrastantes, vibrantes e brilhantes, essas cores se diferem das presas lucrativas. Devido à aprendizagens e experiências que os predadores adquirem com esses certos tipos de presas ao longo da vida, eles passam a associar tais "padrões chamativos" às suas experiências desagradáveis e acaba por evitar esses organismos.
Alguns predadores localizam suas presas detectando os componentes do sinal da presa, assim predadores visualmente orientados aprendem a evitar presas aposemáticas. Coloração aposemática é fácil de detectar a distâncias longas com isso, há uma hipótese que se chama "hipótese da distância de detecção" a hipótese é apoiada na ideia de que quanto mais cedo uma presa não lucrativa for descoberta, mais tempo o predador terá para repensar suas decisões, e não ocorrer erros de reconhecimento por exemplo. apud Dessa forma, sinais que tem alta visibilidade com cores marcantes reforçam a assimilação e aprendizagem de evitação e os predadores conseguem distinguir presas lucrativas de não lucrativas (presas aposemáticas de não aposemáticas). Mas esta estratégia possui custos e pode haver encontros indesejados de presas com predadores ingênuos, espertos ou nutricionalmente carentes, pode-se incluir outros custos também como fisiológicos, em relação ao que se é necessário para produzir o sinal conspícuo.
Por outro lado esses sinais podem acarretar vantagens reprodutivas podendo facilitar a comunicação durante épocas de acasalamento e atrair parceiros, e também alertar aos predadores, se estes associarem seus sinais de acasalamento à falta de lucratividade, consequentemente estes animais sofrem dois tipos de pressões: atrair parceiros e afastar inimigos.
Os animais com coloração críptica estão limitados à habitats porque sua visibilidade em certos ambientes pode ser fatal devido à incompatibilidades com a correspondência de fundos, e consequentemente tem custos quanto às oportunidades, no entanto as espécies aposemáticas otimiza sua visibilidade para ser notado, e tem mais liberdade de movimento e oportunidades como por exemplo à recursos e reprodução.

### Deimatismo
Deimatismo costuma ser uma estratégia antipredatória esquecida, faz com que o predador recue de forma reflexiva por si mesmo, em resposta a uma mudança repentina na entrada sensorial, é uma forma de aposematismo, a diferença é que o deimatismo não requer que o predador tenha aprendido ou tido qualquer experiência desagradável, assim a presa pode explorar mecanismos neurais ao passar por transições repentinas quando se está sob ataque, fazendo seus predadores recuarem de forma reflexiva, por exemplo quando ocorre mudanças estruturais morfológicas de grande para pequeno ou pela emissão de sons diferentes e altos, resumidamente mudanças momentâneas. O deimatismo pode trazer um sinal aposemático, mas uma das principais características da presa aposemática é o alerta aos predadores sobre a não lucratividade, já no deimatismo é facultativo passar qualquer informação.

### Tanatose
A tanatose é um tipo de comportamento de defesa, no qual os animais apresentam uma postura imóvel, por determinado tempo, diante de uma ameaça de predação. Esse comportamento de “fingir de morto” em resposta a estímulos externos, também pode ser chamado de catalepsia ou imobilidade tônica, podendo simular o relaxamento dos músculos.

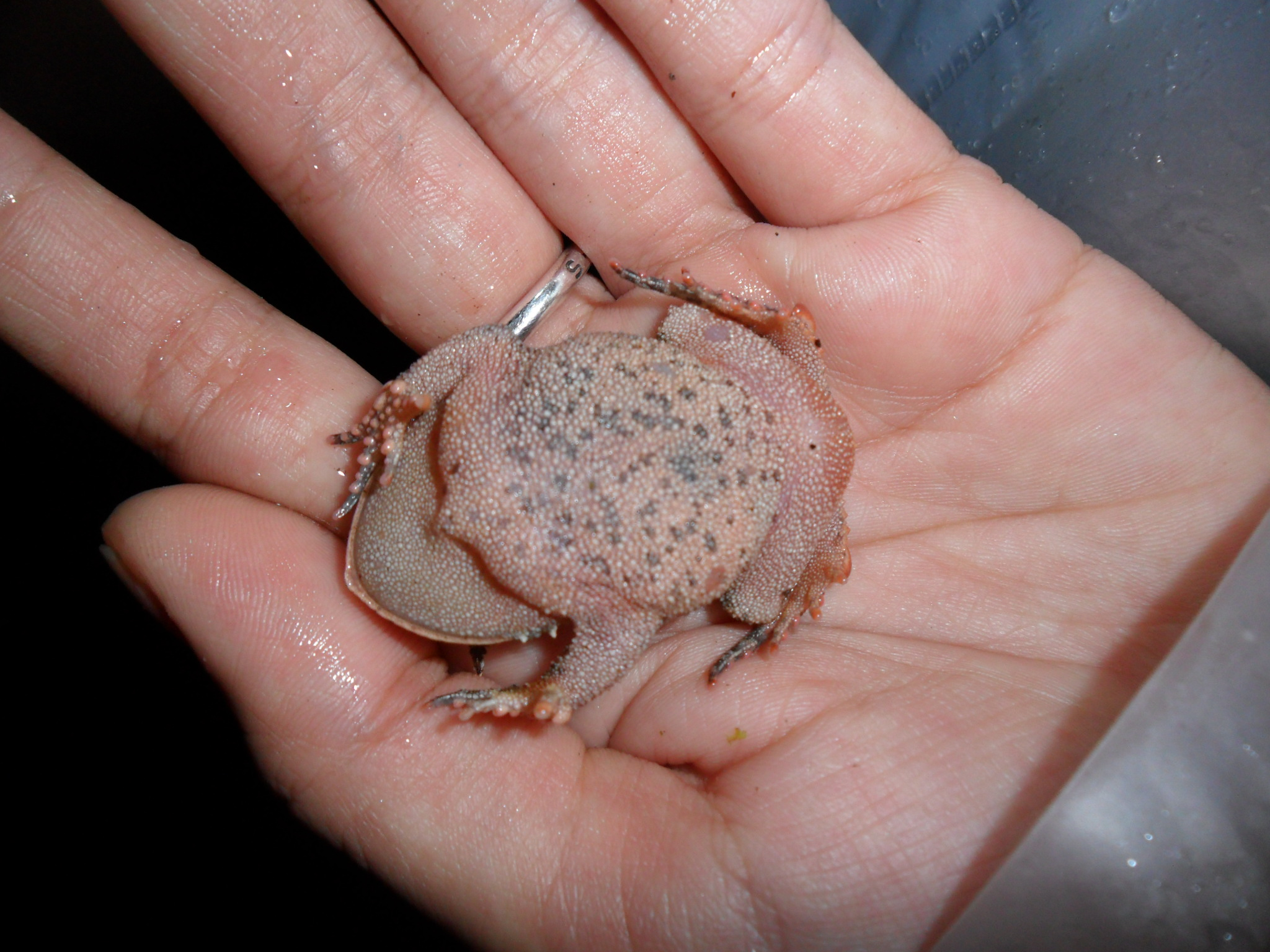
Tanatose (Proceratophrys boiei)

A tanatose pode ser observada tanto em animais invertebrados, como insetos, crustáceos e aracnídeos, quanto em animais vertebrados, como mamíferos, aves, “répteis”, anfíbios e peixes. O surgimento desse tipo de comportamento de defesa em diversos grupos de animais indica uma pressão evolutiva favorável à sua manutenção.
Além disso, a tanatose exibe grande eficiência quando o predador em questão possui a tendência de alimentar-se de presas vivas. E apesar desse comportamento defensivo dificilmente ocorrer de maneira espontânea, a imobilidade pode desestimular ataques sucessivos, permitindo a fuga desses animais. Dessa forma, presume-se que tal comportamento tenderia a evoluir em espécies que vivem em grupo, uma vez que outras presas em potencial estariam constantemente presentes incitando o interesse dos predadores, o que favorece a sobrevivência dos indivíduos que exibem a tanatose.

### Autotomia
A autotomia é um tipo de comportamento de defesa, no qual ocorre o desprendimento de um apêndice do animal a fim de distrair o predador, facilitando sua fuga. Atualmente, acredita-se que esse comportamento pode ser alcançado através de um mecanismo intrínseco que é mediado pelo sistema nervoso ou de forma autocontrolada em um local de ruptura predeterminado.
A capacidade de autotomia evoluiu de forma independente em diversos táxons, de maneira que ela não se restringiu a filos específicos ou a estruturas homólogas. Portanto, a autotomia pode ser observada tanto em animais invertebrados como cnidários, anelídeos, moluscos, artrópodes, equinodermos, quanto em vertebrados como lagartos (Squamata).

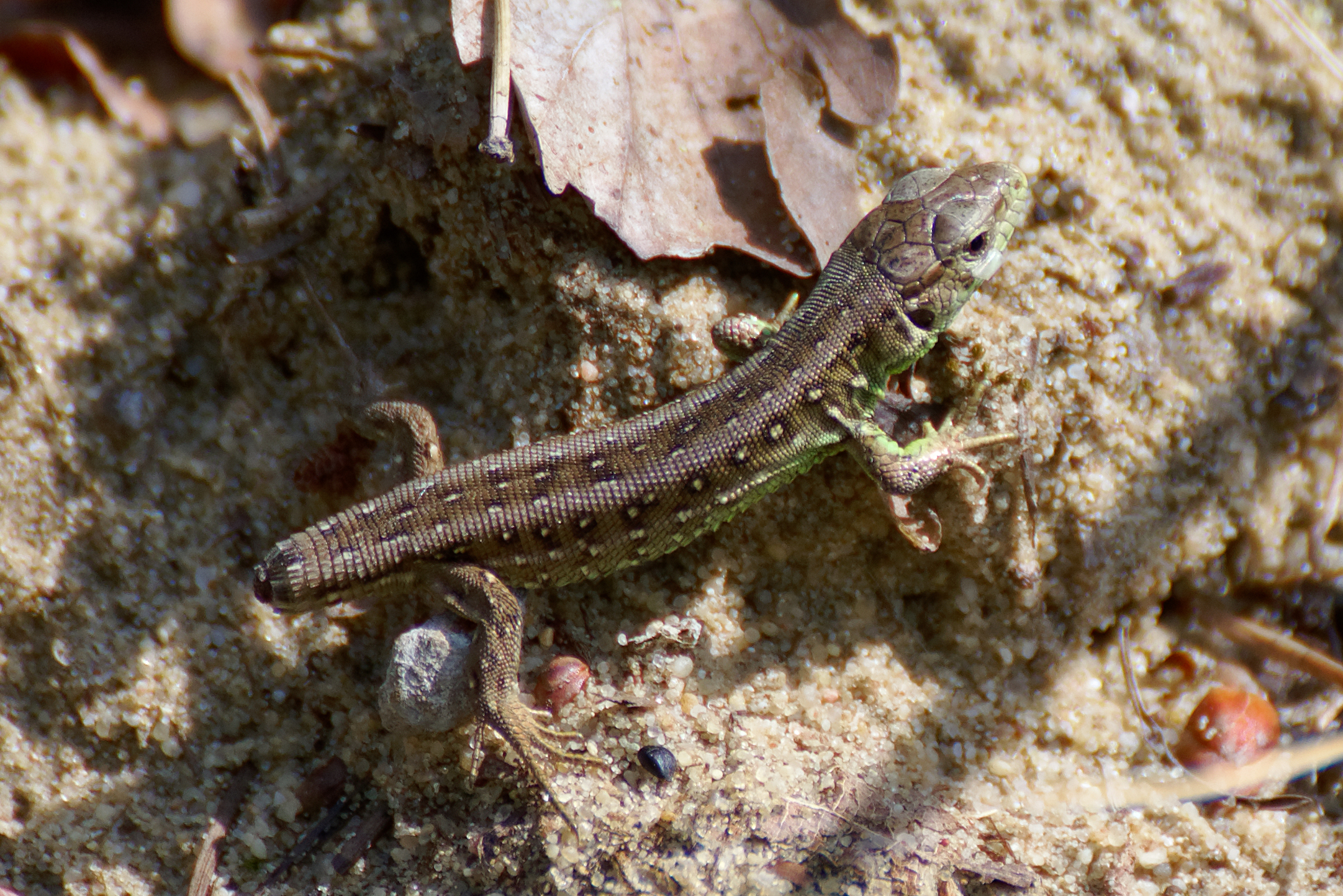
Autotomia caudal em lagarto

Existem vários benefícios associados à habilidade de desvincular um apêndice. Dentre os principais benefícios está a prevenção da predação, a qual aumenta a chance de sobrevivência imediata de um indivíduo. A autotomia ligada à prevenção da predação pode se manifestar de uma ou duas formas, de acordo com cada espécie. Uma das maneiras ocorre quando um apêndice é solto após ter sido retido por um predador; já a outra ocorre quando tais estruturas podem ser removidas de modo preventivo, conforme um predador se aproxima. Além disso, neste último caso, geralmente os apêndices perdidos podem continuar se movimentando ou liberando substâncias tóxicas, servindo como uma distração eficaz ou refeição substituta.
Por outro lado, a autotomia também gera custos muito altos ao indivíduo, pois além de prejudicar a locomoção, a perda de apêndices também pode afetar comportamentos sociais e reprodutivos. Dentre os principais custos relacionados à locomoção estão a diminuição da capacidade de andar, correr, equilibrar, deslizar, nadar, mergulhar e/ou propulsão subaquática. Dessa forma, a locomoção prejudicada pode resultar na diminuição do forrageamento, captura de presas e fuga, reduzindo, consequentemente, a capacidade de sobrevivência do animal. Além disso, a autotomia pode afetar a seleção sexual, uma vez que machos sem determinados apêndices podem ser incapazes de defender territórios, abrigos e fêmeas, de forma efetiva.
Entretanto, de modo geral, apesar dos diversos custos decorrentes do processo de autotomia, grande parte das espécies possuem a capacidade de regenerar os apêndices perdidos. Assim, as inúmeras vantagens imediatas geradas pela autotomia acabam compensando os custos, sobretudo devido ao fato de que essa estratégia permite que o indivíduo escape de uma situação a qual poderia resultar em sua morte.